# Periclimenaeus garthi
Periclimenaeus garthi är en kräftdjursart som beskrevs av Bruce 1976. Periclimenaeus garthi ingår i släktet Periclimenaeus och familjen Palaemonidae. Inga underarter finns listade i Catalogue of Life.